# يان س. توماس
يان س. توماس (بالإنجليزية: Ian C. Thomas)‏ هو رسام كارتون أسترالي، ولد في 1963.